# استان دماغه
استان دماغه (به لاتین: Cape Province) یک استان در اتحادیه آفریقای جنوبی بود.